# Homoscleromorpha
Homosclerophorida — відділ морських  губок, що виділяється в монотипний клас Homoscleromorpha, раніше розглядався у складі класу  звичайних губок (Demospongiae). Коркові і комковідні губки з дрібними спікулами або позбавлені спикул зовсім. Пінакодерму і хоанодерму підстилає базальна мембрана — незвичайна для губок ознака, характерна для епітелію Eumetazoa. Налічують близько 100 видів, що розділяють на сім родів і дві родини — Plakinidae (форми зі спікулами) і Oscarellidae (позбавлені спікул). Для Homosclerophorida характерно живородіння: запліднена яйцеклітина розвивається в мезохілі материнського організму до стадії вільноплаваючої личинки — цинктобластули.

## Опис
Ці губки за формою мають дуже просту структуру з дуже невеликою зміною форми спікул (всі голки, як правило, дуже малі).

## Класифікація[3]
- Oscarellidae Lendenfeld, 1887
  - Oscarella Vosmaer, 1884
  - Pseudocorticium Boury-Esnault et al., 1995
- Plakinidae Schulze, 1880
  - Corticium Schmidt, 1862
  - Placinolopha Topsent, 1897
  - Plakina Schulze, 1880
  - Plakinastrella Schulze, 1880
  - Plakortis Schulze, 1880